# Малкольм II
Малкольм II (шотл. гел. Máel Coluim An Forranach, Máel Coluim mac Cináeda, англ. Malcolm II the Destroyer, близько 954 — 25 листопада 1034) — король Шотландії з 1005 до 1034 року. Останній представник династії МакАльпінів.

## Життєпис
Народився у 954 році у родині Кеннета II, короля Шотландії, та ірландської принцеси з королівства Ленстер (ім'я невідомо). Про молоді роки його мало відомостей. Він підтримував короля Костянтина III, а після його загибелі у 997 році при Ратинверамонде розпочав війну проти його вбивці — короля Кеннета III.
Протистояння між Кеннетом та Малкольмом тривало до 1005 року. Тоді — 25 березня — при Монзіварде Малкольм завдав нищівної поразки армії Кеннета III, в результаті чого останній загинув.
Ставши королем Малкольм II повів наступальну політику, маючи на меті розбити напівнезалежні графства на території самої Шотландії, а з іншого боку розширити свої володіння на південь. Вже у 1006 році він вдерся до Нортумбрії, але при Даремі був розбитий. Втім, не знітившись від цієї невдачі, уклав угоду про спільні дії із Еоганом, королем Стратклайда. У 1018 році їх об'єднанні сили завдали при Каремі на р. Твід рішучої поразки Едульфу, королю Нортумбрії. В результаті Малкольм II розширив кордони Шотландії на південь — усі землі до Твіда відійшли до шотландських володінь.

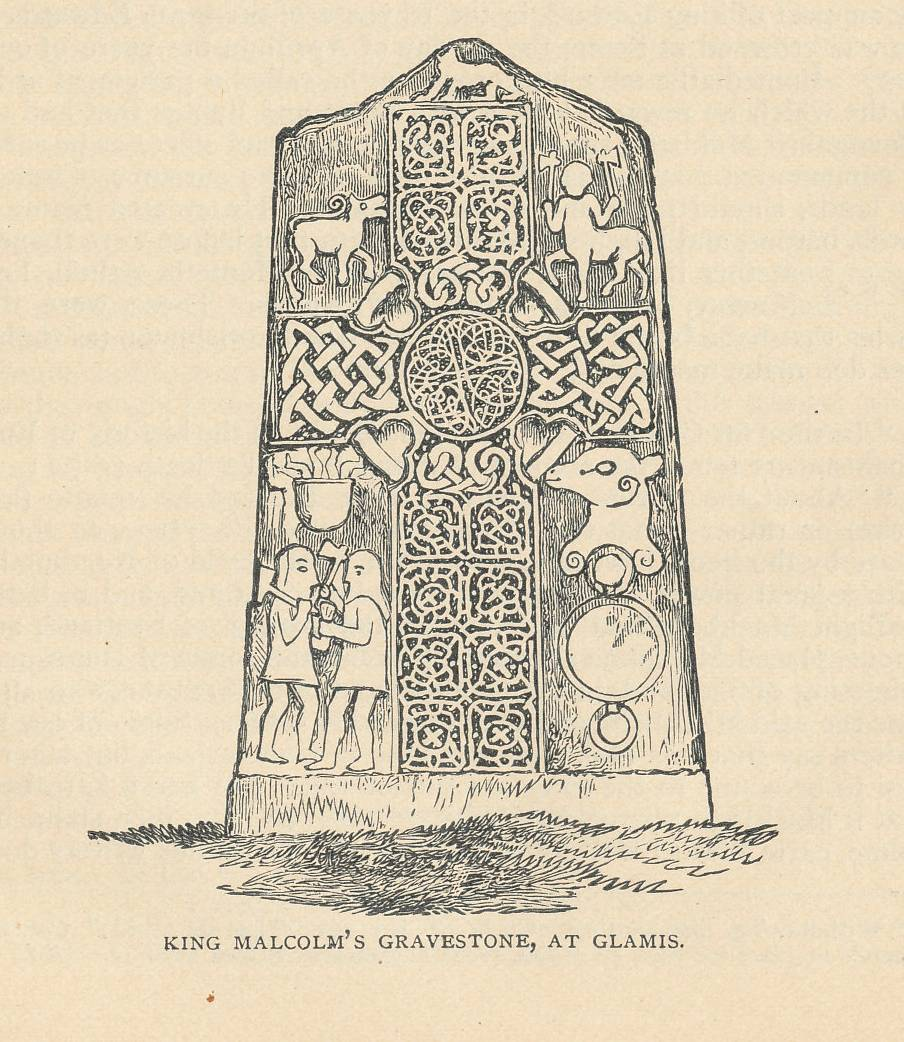
Надмогильний пам'ятник королю Малькольму II

Водночас з наступом на англо-саксонське королівство Нортумбрія Малкольм II завдав поразки графствам Південно-Західного Лоуленда й приєднав його до своїх володінь.
Скориставшись тим, що у 1018 році був вбитий його союзник король Еоган, король Шотландії вдерся до Стратклайда й змусив місцеву знать визнати володарем свого онука Дункана.
Наприкінці життя Кнут, король Данії, Норвегії та Англії намагався повернути втрачені Нортумбрією землі. У 1031 році він напав на Шотландію, втім зазнав невдачі.
Помер Малкольм II 25 листопада 1034 року у Гламісі. Він заповідав корону Шотландії онуку Дункану, королю Стратклайда.

## Родина
Діти:
- Беток (д/н), дружина Кінан Данкельдського
- Донада,
- Оліф, дружина Сігурда, ярла Оркнейського